# Pleuville
Pleuville est une commune du Sud-Ouest de la France, située dans le département de la Charente (région Nouvelle-Aquitaine).
Ses habitants sont les Pleuvillois et les Pleuvilloises.

## Géographie

### Localisation et accès
Pleuville est une commune du nord-est de la Charente, limitrophe du département de la Vienne, située à 16 km au nord-ouest de Confolens et 56 km au nord-est d'Angoulême.
Le bourg de Pleuville est aussi à 9 km au sud-est de Charroux, 13 km au nord-est de Champagne-Mouton, 13 km à l'ouest d'Availles-Limouzine, 24 km à l'est de Ruffec, 56 km au sud de Poitiers.
La route principale traversant la commune et desservant le bourg est la D 30, route de Confolens à Charroux. La D 148 (D 948 en Charente) de Confolens à Niort traverse le nord de la commune et passe à 4 km du bourg.

### Hameaux et lieux-dits
L'habitat est assez dispersé et la commune compte des hameaux : la Courcelle au nord-ouest du bourg, le Chaffaud à l'ouest, Vaine au sud, Nouaille, la Péranche à l'ouest de la commune, ainsi que de nombreuses fermes.

### Communes limitrophes
| Asnois (Vienne)  | Charroux (Vienne) | Mauprévoir (Vienne) |
| Chatain (Vienne) | Pleuville         | Pressac (Vienne)    |
| Benest           | Alloue            | Épenède             |

### Géologie et relief
Géologiquement, la commune est dans le calcaire du Jurassique, non loin du seuil du Poitou. Le Lias et le Dogger apparaissent sur les flancs de la vallée du Transon. Le plateau est toutefois recouvert sur une grande partie par des altérites sous forme d'argile sableuse, dépôts du Tertiaire en provenance du Massif central et remaniées au Quaternaire,,.
La commune occupe un plateau d'une altitude moyenne de 170 m, et le relief est plus vallonné au sud de la commune traversé par la vallée du Transon. Le point culminant est à une altitude de 187 m, situé au sud-est à Maltard. Le point le plus bas est à 130 m, situé le long du Transon sur la limite départementale à l'ouest. Le bourg est à 160 m d'altitude.

### Hydrographie

#### Réseau hydrographique
La commune est située pour partie dans le bassin versant de la Charente au sein du Bassin Adour-Garonne et pour partie dans  la région hydrographique de « la Loire de la Vienne (c) à la Maine (nc) », une partie du Bassin de la Loire,  au sein  du Bassin Loire-Bretagne. Elle est drainée par le Maury, le Payroux, le Transon, le ruisseau de la Grande Homarie, le ruisseau de Saunier et par divers petits cours d'eau, qui constituent un réseau hydrographique de 34 km de longueur totale,.
Le Transon, affluent de la Charente sur sa rive droite à Chatain (Vienne), arrose le sud de la commune.
Le Transon reçoit sur sa rive droite de nombreux petits affluents communaux, parfois à sec l'été, dont le ruisseau de Saunier et le ruisseau de la Grande Homarie, au sud, et un autre passant au pied du bourg. Sur la rive gauche, le ruisseau des Vergnades limite la commune au sud.
La ligne de partage des eaux entre Charente et Loire traverse le nord-est de la commune, et le ruisseau de la Grollière qui fait la limite départementale au nord et le ruisseau de Torigné à l'est se dirigent vers le Clain, affluent de la Vienne qui naît à Hiesse.
En raison du sol argileux, de nombreuses retenues d'eau et étangs jalonnent la commune, comme les étangs de Chez le Besson, de la Roucherie, de la Courcelle, etc. ainsi que de nombreuses sources et fontaines, comme la Font de la Gorge au sud-ouest.

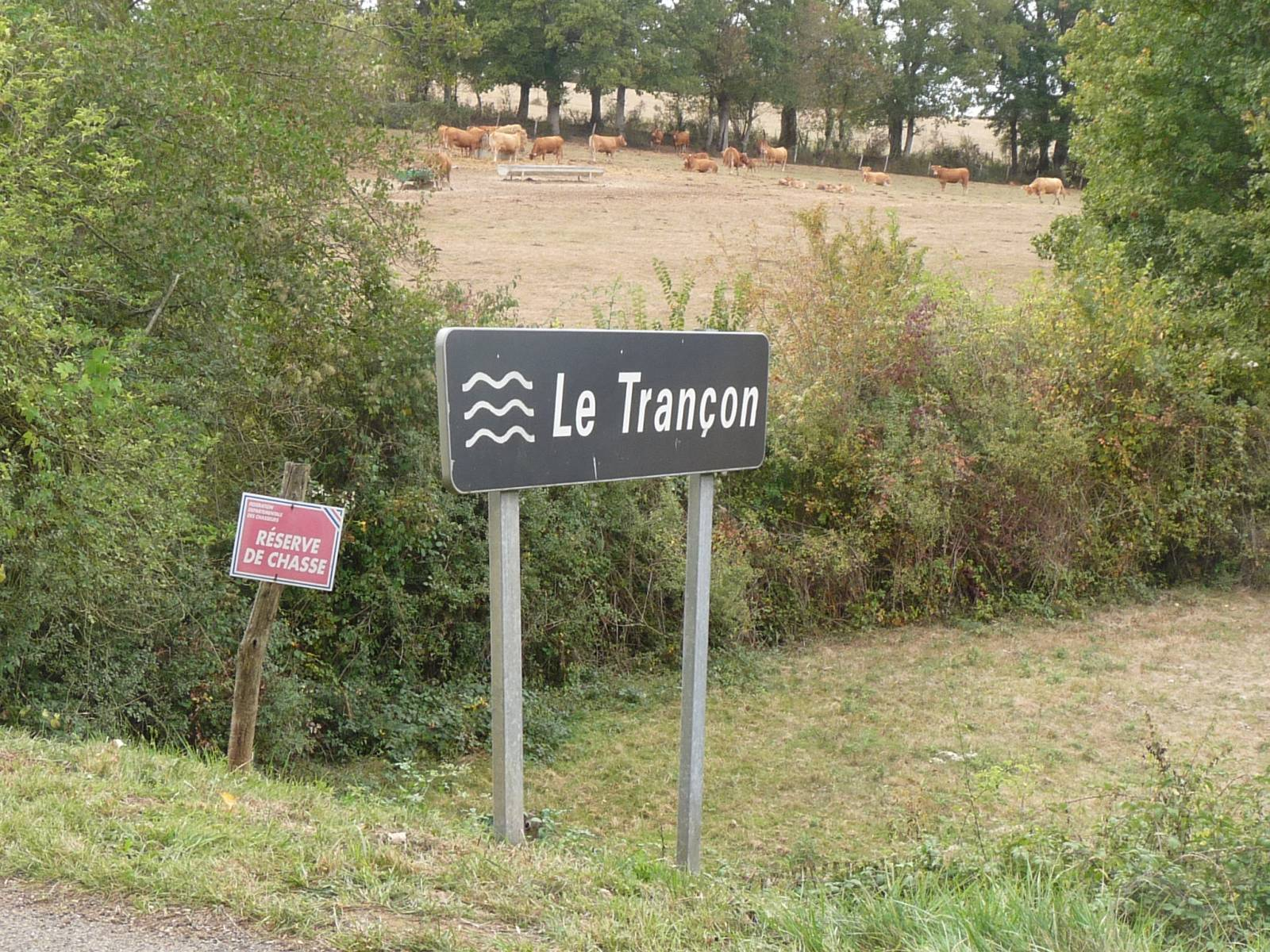
La route de Benest traversant le Transon.
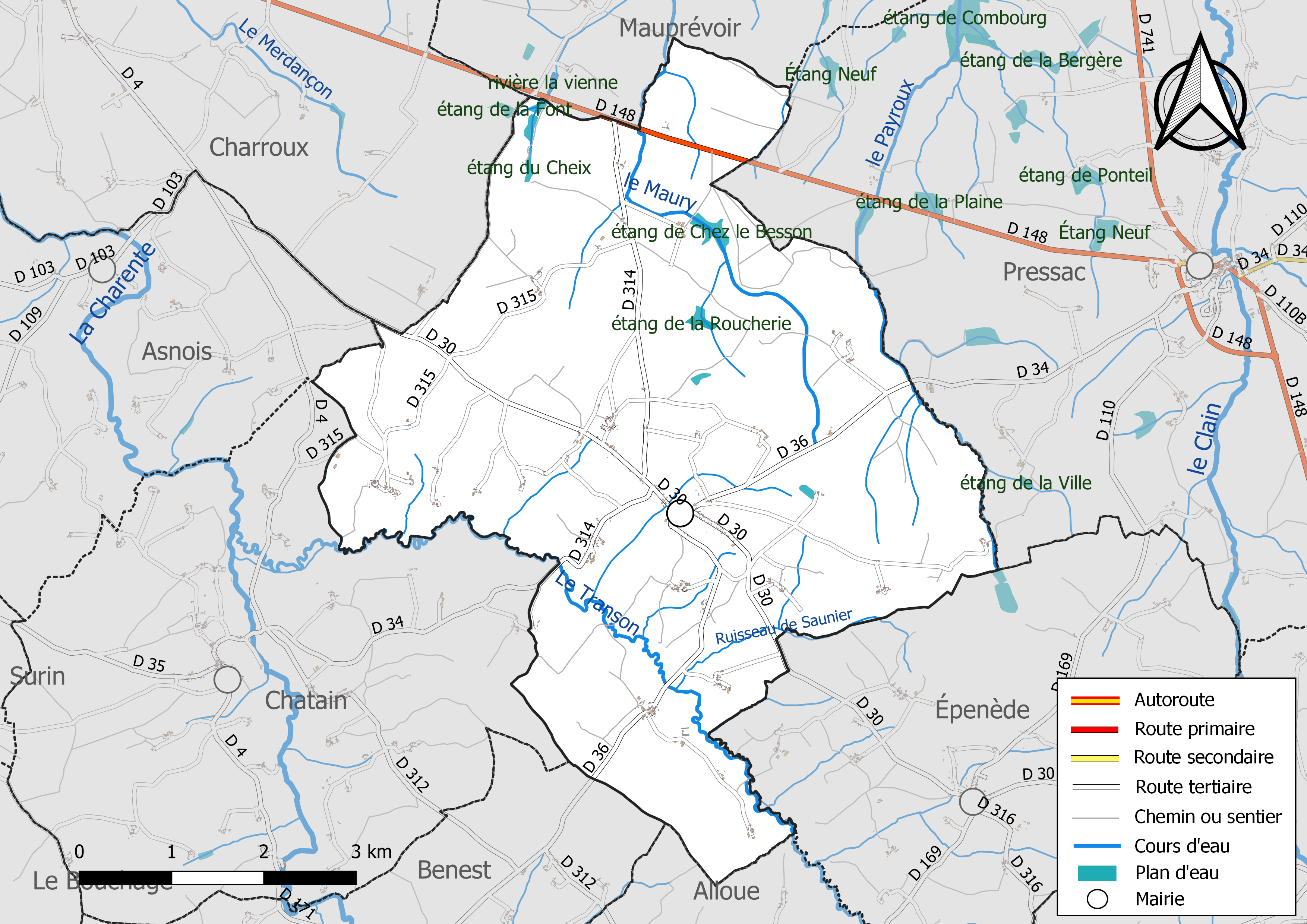
Réseaux hydrographique et routier de Pleuville

#### Gestion des eaux
Le territoire communal est couvert par les schémas d'aménagement et de gestion des eaux (SAGE) « Charente » et « Clain ». Le SAGE « Charente», dont le territoire correspond au bassin de la Charente, d'une superficie de 9 300 km2, a été approuvé le 19 novembre 2019. La structure porteuse de l'élaboration et de la mise en œuvre est l'établissement public territorial de bassin Charente. Ils définissent chacun sur leur territoire les objectifs généraux d’utilisation, de mise en valeur et de protection quantitative et qualitative des ressources en eau superficielle et souterraine, en respect des objectifs de qualité définis dans le troisième SDAGE  du Bassin Adour-Garonne qui couvre la période 2022-2027, approuvé le 10 mars 2022.Le SAGE « Clain», dont le territoire correspond au bassin du Clain, d'une superficie de 2 882 km2, a été approuvé le 11 mai 2021. La structure porteuse de l'élaboration et de la mise en œuvre est l'établissement public territorial de bassin Vienne. Il est quant à lui une déclinaison du SDAGE  du Bassin Loire-Bretagne qui couvre la période 2022-2027, approuvé le 18 mars 2022.

### Climat
Comme dans les trois quarts sud et ouest du département, le climat est océanique aquitain, mais assez dégradé car la commune se situe aux abords de la Charente limousine et du seuil du Poitou. Les précipitations sont plus nombreuses et les températures plus fraîches.

## Urbanisme

### Typologie
Au 1er janvier 2024, Pleuville est catégorisée commune rurale à habitat très dispersé, selon la nouvelle grille communale de densité à 7 niveaux définie par l'Insee en 2022.
Elle est située hors unité urbaine et hors attraction des villes,.

### Occupation des sols
L'occupation des sols de la commune, telle qu'elle ressort de la base de données européenne d’occupation biophysique des sols Corine Land Cover (CLC), est marquée par l'importance des territoires agricoles (84,4 % en 2018), une proportion identique à celle de 1990 (84,4 %). La répartition détaillée en 2018 est la suivante : 
prairies (36,7 %), terres arables (33 %), forêts (15,6 %), zones agricoles hétérogènes (14,8 %). L'évolution de l’occupation des sols de la commune et de ses infrastructures peut être observée sur les différentes représentations cartographiques du territoire : la carte de Cassini (XVIIIe siècle), la carte d'état-major (1820-1866) et les cartes ou photos aériennes de l'IGN pour la période actuelle (1950 à aujourd'hui).

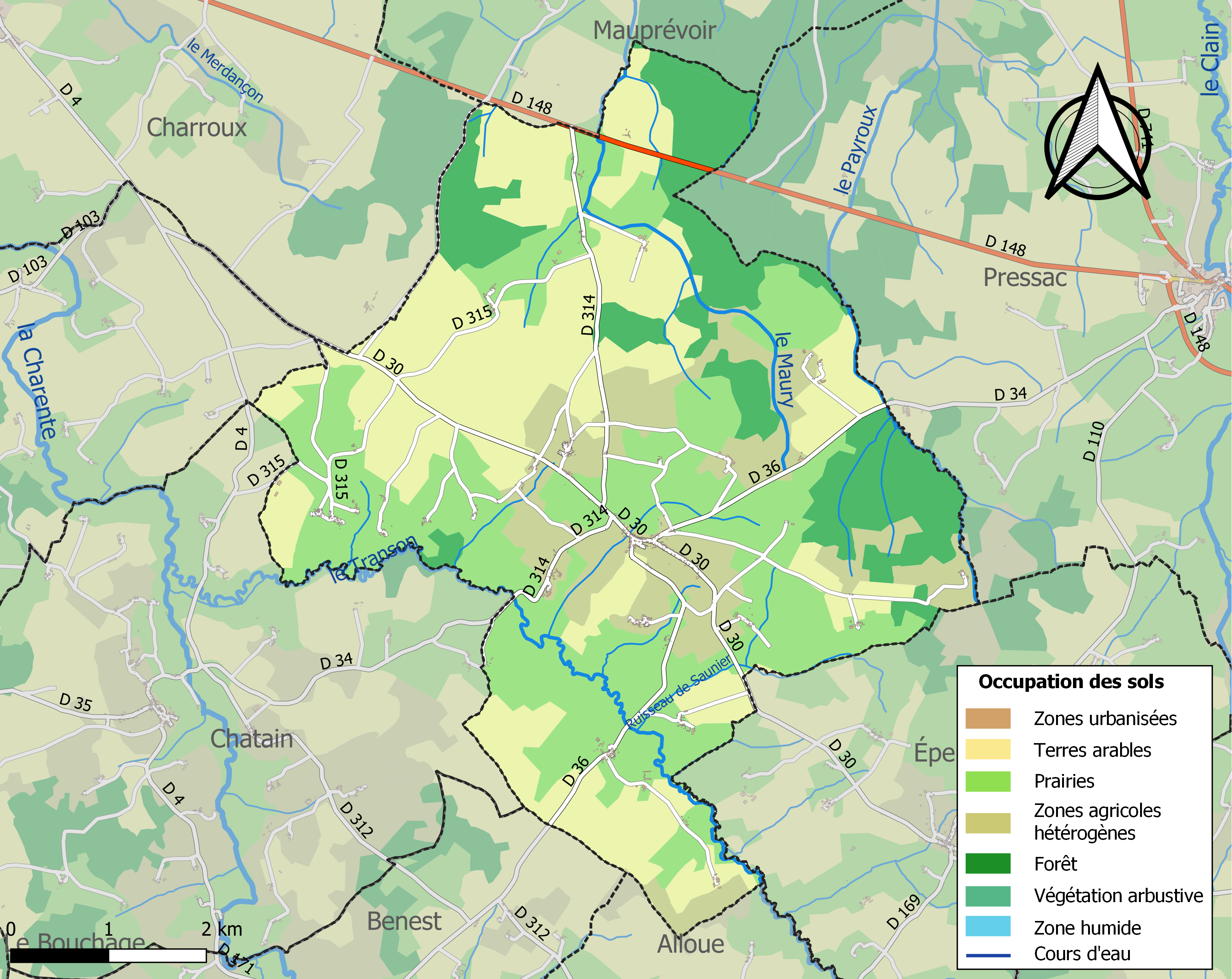
Carte des infrastructures et de l'occupation des sols de la commune en 2018 (CLC).

### Risques majeurs
Le territoire de la commune de Pleuville est vulnérable à différents aléas naturels : météorologiques (tempête, orage, neige, grand froid, canicule ou sécheresse), feux de forêts et séisme (sismicité faible). Un site publié par le BRGM permet d'évaluer simplement et rapidement les risques d'un bien localisé soit par son adresse soit par le numéro de sa parcelle.
Pleuville est exposée au risque de feu de forêt du fait de la présence sur son territoire du massif de Charroux. Un plan départemental de protection des forêts contre les incendies (PDPFCI) a été élaboré pour la période 2017-2026, faisant suite à un plan 2007-2016. Les mesures individuelles de prévention contre les incendies sont précisées par divers arrêtés préfectoraux et s’appliquent dans les zones exposées aux incendies de forêt et à moins de 200 mètres de celles-ci. L’arrêté du 3 mai 2016 règlemente l'emploi du feu en interdisant notamment d’apporter du feu, de fumer et de jeter des mégots de cigarette dans les espaces sensibles et sur les voies qui les traversent sous peine de sanctions. L'arrêté du 27 décembre 2019 rend le débroussaillement obligatoire, incombant au propriétaire ou ayant droit,,,.

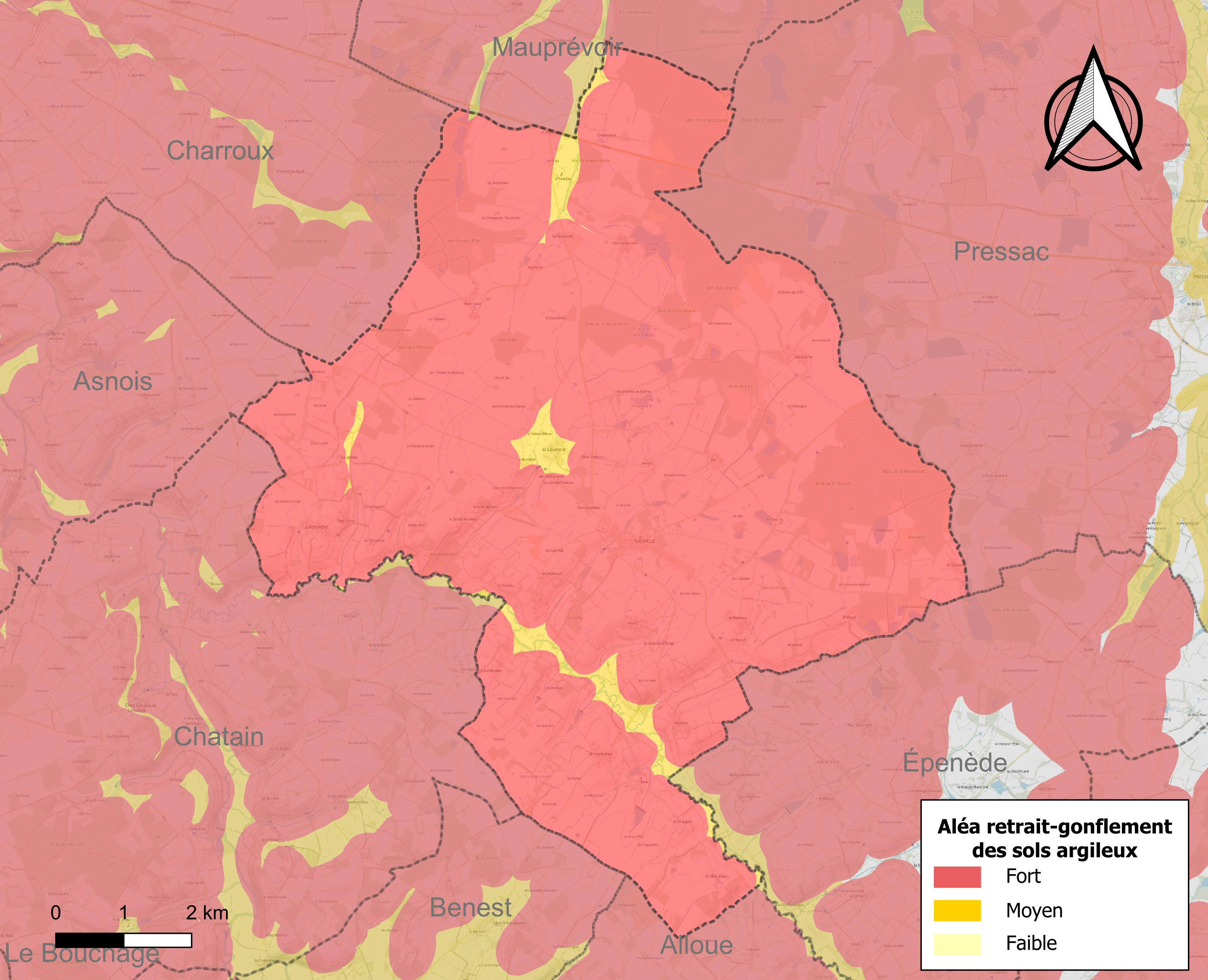
Carte des zones d'aléa retrait-gonflement des sols argileux de Pleuville.

Le retrait-gonflement des sols argileux est susceptible d'engendrer des dommages importants aux bâtiments en cas d’alternance de périodes de sécheresse et de pluie. La totalité de la commune est en aléa moyen ou fort (67,4 % au niveau départemental et 48,5 % au niveau national). Sur les 271 bâtiments dénombrés sur la commune en 2019,  271 sont en aléa moyen ou fort, soit 100 %, à comparer aux 81 % au niveau départemental et 54 % au niveau national. Une cartographie de l'exposition du territoire national au retrait gonflement des sols argileux est disponible sur le site du BRGM,.
Par ailleurs, afin de mieux appréhender le risque d’affaissement de terrain, l'inventaire national des cavités souterraines permet de localiser celles situées sur la commune.
La commune a été reconnue en état de catastrophe naturelle au titre des dommages causés par les inondations et coulées de boue survenues en 1982, 1983 et 1999. Concernant les mouvements de terrains, la commune a été reconnue en état de catastrophe naturelle au titre des dommages causés par la sécheresse en 1990, 2003 et 2011 et par des mouvements de terrain en 1999.

## Toponymie
Une forme ancienne est Plevilla (non datée).
Il s'agit d'une formation toponymique médiévale en -ville (ou occitan -villa) au sens ancien de « domaine rural », dont le premier élément Pleu- représente un nom de personne germanique selon le cas général. Peut-être s'agit-il de Pleon, d'où une forme initiale latinisée *Pleone villa (non attestée) signifiant « domaine (rural) de Pleon ».

### Limite dialectale
La commune autrefois en domaine marchois (langue d'oc, mi-poitevin, mi-limousin), a progressivement glissé au XXe siècle, au moins en partie, en domaine poitevin (langue d'oil), le domaine marchois étant au sud-est.

## Histoire

### Antiquité
En 1997, les vestiges d'une ancienne villa gallo-romaine ont été trouvés par archéologie aérienne aux Petits Champs.
En limite avec la commune de Chatain, près de Tralbot, un retranchement rectangulaire a été décrit, appelé localement le camp romain. Il peut être lié à une voie antique de Chassenon à Charroux,.

### Moyen Âge et Ancien Régime
Les plus anciens registres paroissiaux remontent à 1623.

### Première moitié duXXesiècle
Au début du XXe siècle, des gisements de pierre à chaux étaient exploités, à la Courcelle et à la Péranche. La chaux était destinée dans le canton à l'amendement des terres. En plus de l'élevage du bétail, celui des oies et dindons était assez important. Les foires avaient lieu le 21 de chaque mois, et on y trouvait principalement des moutons gras, mais aussi des porcs gras et des veaux de lait.

### Seconde Guerre mondiale
La ligne de démarcation passait par la commune.
Peu après le débarquement de Normandie, l'équipe « IAN » de la commission inter-alliée Jedburgh est parachutée dans la nuit du 15 au 16 juin 1944 près de Lussac-les-Châteaux (Vienne). Elle est composée du capitaine français Delorme, du commandant américain Jo Gildee et du sergent radio canadien Louis Bourgoin.
Le capitaine Delorme, sous les ordres du lieutenant colonel Michel, donne l’ordre à l’escorte de regagner Cherves-Châtelars (Charente) avec l’intention de rejoindre Joussé où le maquis Renard a été inquiété par les Allemands.
À Pleuville viennent d’arriver 200 soldats SS près de l’église : ce sont les fantassins de la Trupp motorisée 608. À cet instant, une moto transportant deux maquisards du groupe D1, venant de Pressac, arrive au bourg de Pleuville pour se diriger vers Charroux. Le hasard veut que la moto précède d’environ 100 mètres la voiture du capitaine Delorme.
Le 3 août 1944, près du monument aux morts, des Allemands tirent sur la moto qui continue sa route malgré un blessé. Puis les Allemands attaquent la voiture. Le capitaine veut faire marche arrière mais ne peut pas. Mandinaud, le chauffeur, est grièvement blessé et ne peut descendre de la voiture. Il est tué d’une balle en pleine tête. Delorme, Gildee et le lieutenant André Very peuvent se cacher derrière un coin de mur. Bourgoin, quant à lui, se dirigeant vers les champs, « est tiré comme un lapin » et succombe. Déjà les maisons brûlent à Pleuville, 17 sont entièrement détruites.
Après avoir pris position dans le clocher et tiré sur tout ce qui bouge, ils se dirigent vers les Écures : une partie par le chemin de Fellet et l’autre, par la route en direction de Pressac. Les maquisards de RAF prévenus par Lucien Chaussonnaud de Pleuville peuvent prendre leurs armes et se disperser : cette initiative a certainement sauvé des vies.
Vers 16 heures, les premiers éléments allemands arrivent à l’entrée de Pressac, conduits par un milicien français. Cette commune ne doit pas être prévue dans l’ordre de mission car ils font demi-tour et reviennent aux Écures où ils mettent le feu aux gerbiers et se regroupent pour continuer à incendier les bâtiments.
Un détachement du maquis Maurice arrive en renfort avec des éléments des maquis Adolphe et Joël. Une partie prend position sur le champ de foire et l’autre partie s’arrête à Thorigné (un lieu-dit entre Pleuville et Pressac, dans la Vienne) pour organiser l’encerclement.
Au moment du déploiement, les Allemands incendient les bâtiments : les premiers coups de feu éclatent et l’accrochage est très violent. Après l’incendie des maisons du bourg (ce sont les fermes des Écures et les gerbiers qui ont été détruits), l’intensité du combat ne diminue qu’avec la tombée de la nuit. Les hommes se replient et doivent revenir à Thorigné où doit s’effectuer le regroupement.
Les pertes allemandes, selon Max Surville, sont : 10 tués, 25 blessés et 3 camions détruits et du côté de la Résistance : 4 tués (le sergent radio canadien Louis Bourgoin et les maquisards Mandinaud du maquis Bayard, Jerassier et Quiring du maquis RAF) et 2 blessés.

## Administration

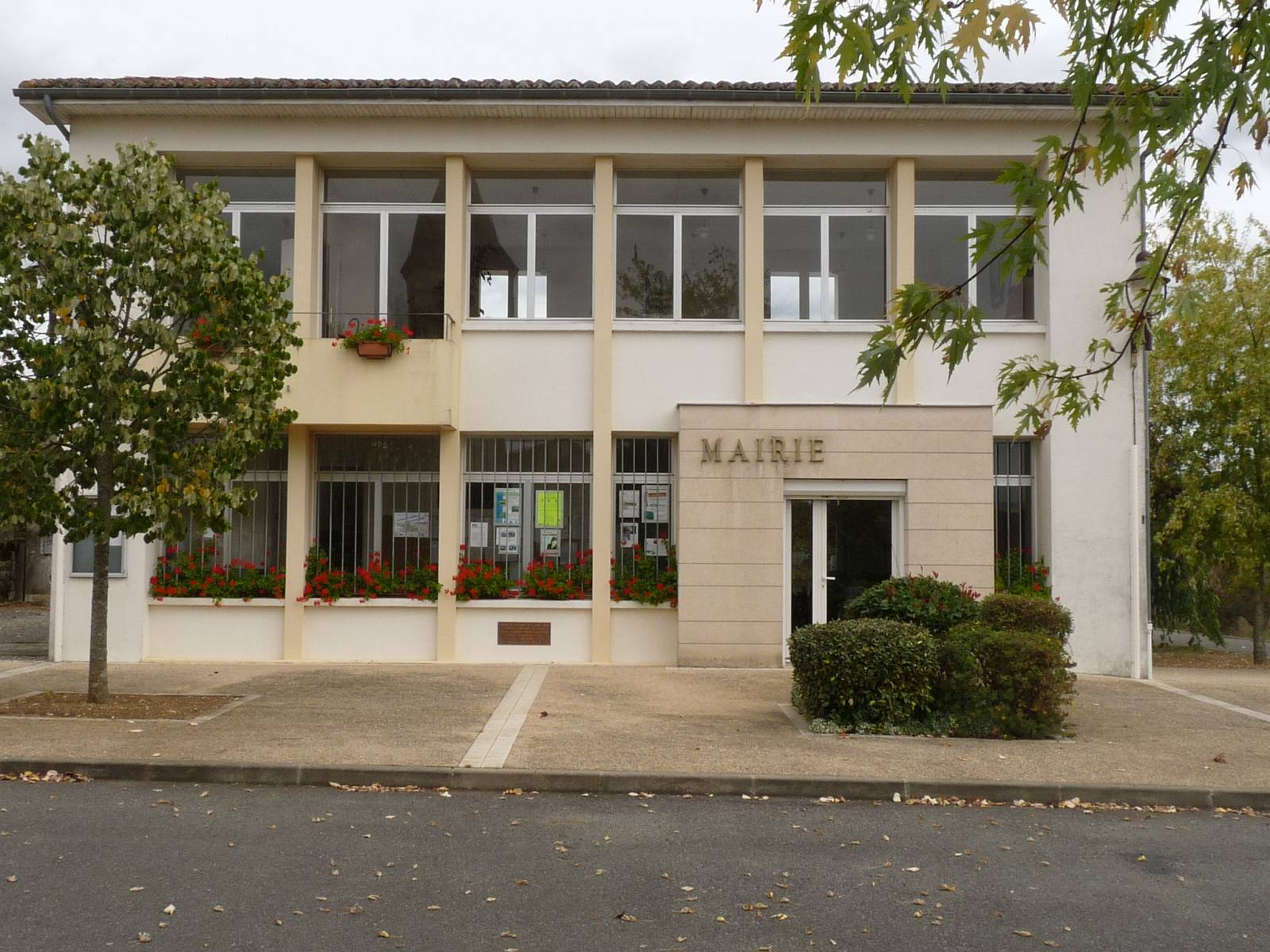
La mairie.

| Période                                  | Période   | Identité           | Étiquette | Qualité     |
| ---------------------------------------- | --------- | ------------------ | --------- | ----------- |
| 1956                                     | mars 1971 | Maurice Pelladeau  |           |             |
| mars 1971                                | mars 1983 | Roger Pautrot      |           |             |
| mars 1983                                | mars 1989 | François Trillaud  |           |             |
| mars 1989                                | 1994      | Anne-Marie Vincent |           |             |
| 1994                                     | juin 2000 | Jacques Bellayer   | SE        | Agriculteur |
| juin 2000                                | 2020      | Daniel Legendre    | SE        | Agriculteur |
| 2020                                     | En cours  | Éliane Pautrot     |           | Retraitée   |
| Les données manquantes sont à compléter. |           |                    |           |             |

## Démographie

### Évolution démographique
L'évolution du nombre d'habitants est connue à travers les recensements de la population effectués dans la commune depuis 1793. Pour les communes de moins de 10 000 habitants, une enquête de recensement portant sur toute la population est réalisée tous les cinq ans, les populations de référence des années intermédiaires étant quant à elles estimées par interpolation ou extrapolation. Pour la commune, le premier recensement exhaustif entrant dans le cadre du nouveau dispositif a été réalisé en 2004.

En 2022, la commune comptait 314 habitants, en évolution de −10,8 % par rapport à 2016 (Charente : −0,48 %, France hors Mayotte : +2,11 %).
| 1793 | 1800 | 1806 | 1821 | 1831 | 1841 | 1846  | 1851  | 1856  |
| ---- | ---- | ---- | ---- | ---- | ---- | ----- | ----- | ----- |
| 819  | 754  | 773  | 801  | 842  | 947  | 1 020 | 1 003 | 1 045 |

| 1861  | 1866  | 1872 | 1876  | 1881  | 1886  | 1891  | 1896  | 1901 |
| ----- | ----- | ---- | ----- | ----- | ----- | ----- | ----- | ---- |
| 1 014 | 1 021 | 968  | 1 045 | 1 074 | 1 126 | 1 040 | 1 000 | 970  |

| 1906 | 1911 | 1921 | 1926 | 1931 | 1936 | 1946 | 1954 | 1962 |
| ---- | ---- | ---- | ---- | ---- | ---- | ---- | ---- | ---- |
| 963  | 971  | 874  | 889  | 831  | 726  | 718  | 693  | 672  |

| 1968 | 1975 | 1982 | 1990 | 1999 | 2004 | 2006 | 2009 | 2014 |
| ---- | ---- | ---- | ---- | ---- | ---- | ---- | ---- | ---- |
| 606  | 534  | 511  | 454  | 364  | 356  | 338  | 387  | 360  |

| 2019 | 2022 | - | - | - | - | - | - | - |
| ---- | ---- | - | - | - | - | - | - | - |
| 323  | 314  | - | - | - | - | - | - | - |

### Pyramide des âges
La population de la commune est relativement âgée.
En 2018, le taux de personnes d'un âge inférieur à 30 ans s'élève à 19,1 %, soit en dessous de la moyenne départementale (30,2 %). À l'inverse, le taux de personnes d'âge supérieur à 60 ans est de 49,8 % la même année, alors qu'il est de 32,3 % au niveau départemental.
En 2018, la commune comptait 172 hommes pour 161 femmes, soit un taux de 51,65 % d'hommes, largement supérieur au taux départemental (48,41 %).
Les pyramides des âges de la commune et du département s'établissent comme suit.
| Hommes | Classe d’âge | Femmes |
| ------ | ------------ | ------ |
| 0,0    | 90 ou +      | 1,9    |
| 15,6   | 75-89 ans    | 15,4   |
| 31,1   | 60-74 ans    | 35,9   |
| 22,8   | 45-59 ans    | 23,1   |
| 7,2    | 30-44 ans    | 9,0    |
| 10,2   | 15-29 ans    | 5,8    |
| 13,2   | 0-14 ans     | 9,0    |

| Hommes | Classe d’âge | Femmes |
| ------ | ------------ | ------ |
| 1      | 90 ou +      | 2,7    |
| 9,2    | 75-89 ans    | 12     |
| 20,6   | 60-74 ans    | 21,3   |
| 20,7   | 45-59 ans    | 20,3   |
| 16,8   | 30-44 ans    | 16     |
| 15,6   | 15-29 ans    | 13,4   |
| 16,1   | 0-14 ans     | 14,3   |

## Équipements, services et vie locale

### Enseignement
L'école est un RPI entre Pleuville et Pressac. Pleuville accueille l'école élémentaire, avec une classe unique. Le secteur du collège est Confolens.

## Lieux et monuments

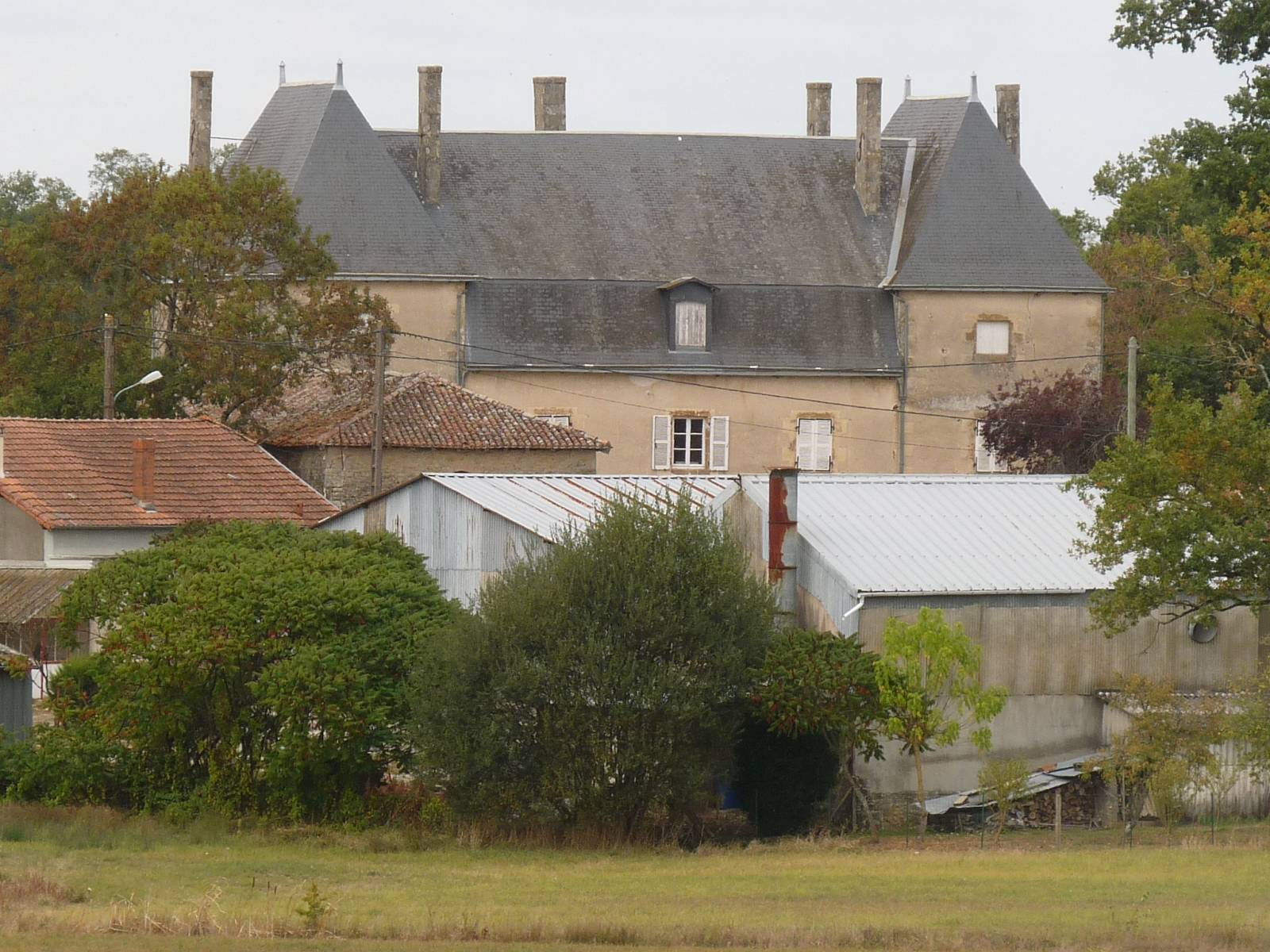
Le château, au bourg.

- Le château de Pleuville, situé au bourg, du XVIIe siècle très remanié au XIXe siècle.
- Le château de Gorce date de la fin du Moyen Âge. Les bâtiments forment un U composé du châtelet d'entrée qui communique avec le logis par un pont volant et d'un bâtiment de commun attenant et, de part et d'autre d'une cour ouverte, des communs dont l'aile sud est cantonnée, aux extrémités, d'une tour de section carrée. Une partie des communs est du XVIIe siècle avec la date de 1654 sur une poutre. Il a été inscrit monument historique le 14 octobre 2002[42].
- Le château de la Grollière[43].
- Menhir Le Bénitier des Sorciers : autrefois réputé pour être un lieu de sabbat des sorciers de la région[44],[45].

## Personnalités liées à la commune
- Jean-François Migaud né en 1937 à Pleuville, est un auteur charentais d'expression française et poitevine-saintongeaise, dans sa variété poitevine méridionale de contact avec l'oc.